# Ferri Abolhassan
Ferri Abolhassan (* 29. Juli 1964 in Saarbrücken) ist ein deutscher Manager und Herausgeber von Fachliteratur zu IT- und Managementthemen. Abolhassan war von 2016 bis 2023 Mitglied der Geschäftsführung der Telekom Deutschland GmbH. Seit 1. Januar 2024 ist er Vorstandsmitglied der Deutschen Telekom und CEO von T-Systems.

## Ausbildung und Beruf
Aufgewachsen in Saarbrücken, absolvierte der Sohn deutsch-persischer Eltern nach dem Abitur von 1985 bis 1988 ein Studium der Informatik an der Universität des Saarlandes in Saarbrücken. Seinem beruflichen Einstieg 1987 in der Forschung und Entwicklung bei Siemens in München folgte von 1989 bis 1991 eine Station bei IBM in San Jose, USA. Im Jahr 1992 promovierte Abolhassan bei Wolfgang Paul.
1992 wechselte Abolhassan zur Softwarefirma Dacos im saarländischen St. Ingbert. Bis Ende 2000 war er in unterschiedlichen Führungsfunktionen bei SAP Retail Solutions tätig, zunächst als Sales Director Retail. Anfang 2000 wurde er einer der beiden Geschäftsführer von SAP Retail Solutions.
Vor seinem Wechsel zu IDS Scheer war er mit beginnender Verschmelzung von SAP Retail Solutions mit dem SAP-Konzern noch kurzzeitig Vice President der globalen Geschäftseinheit Retail Solutions (SAP Retail Solutions plus Entwicklungseinheit Retail der SAP AG). Nach einer 4-jährigen Tätigkeit in der Unternehmensführung von IDS Scheer kehrte Abolhassan 2005 zu SAP zurück. Dort bekleidete er im Anschluss an die Position als Chief Operating Officer EMEA die des Regional Managing Director South-West Europe und zuletzt die des Executive Vice President Large Enterprise EMEA.
2008 wechselte Abolhassan als Mitglied der Geschäftsführung zu T-Systems und übernahm dort den Unternehmensbereich Systems Integration. Ab 2010 führte Abolhassan den Bereich Produktion, bis er 2013 für die gesamte Lieferung verantwortlich zeichnete. Ab 2015 leitete er die IT-Abteilung mit rund 30.000 Mitarbeitern und 4.000 Kunden. Von Dezember 2015 bis November 2016 leitete er zusätzlich den Aufbau des Geschäftsbereiches Telekom Security.
Im Oktober 2016 wechselte Abolhassan als Mitglied der Geschäftsführung zur Telekom Deutschland GmbH. Dort führte er den neu geschaffenen Geschäftsbereich Service Transformation. Im April 2017 wurde er Geschäftsführer Deutsche Telekom Kundenservice GmbH (DTKS), die zum 1. Juli 2017 in die Deutsche Telekom Service GmbH (DTS) umfirmierte. Gleichzeitig wurde er Geschäftsführer Deutsche Telekom Technischer Service GmbH (DTTS), seit 1. Juli 2017 Deutsche Telekom Außendienst GmbH (DTA). Mit der Zusammenführung aller Servicebereiche zum 1. Juli 2017 unter einem Dach übernahm Abolhassan als Geschäftsführer Service in der Telekom Deutschland die Gesamtverantwortung für den Kundenservice mit insgesamt rund 33.000 Mitarbeitern. Zum 1. Mai 2021 wurde Ferri Abolhassan neben der Verantwortung für den Service zusätzlich die Verantwortung für die Privatkunden Vertriebsgesellschaft mbH (PVG) der Telekom Deutschland übertragen. Seit 1. Januar 2024 ist Abolhassan Vorstandsmitglied T-Systems in der Deutschen Telekom AG und somit CEO der T-Systems International GmbH.
Am 3. November 2022 wurde Abolhassan zum Aufsichtsratsvorsitzenden der Deutsches Forschungszentrum für Künstliche Intelligenz GmbH (DFKI) gewählt. Zudem engagiert er sich ehrenamtlich als Senator der Deutschen Akademie der Technikwissenschaften (acatech) sowie als Mitglied der Max-Planck-Gesellschaft, des Kuratoriums des Max-Planck-Instituts für Informatik, des Hauptvorstandes des Bitkom und der Atlantik-Brücke. Darüber hinaus ist er Mitglied des Digitalisierungsrates des Saarlandes und offizieller Saarland-Botschafter.

## Publikationen
- mit Johannes Czwalina: Für eine würdevolle Zukunft: Die Arbeit von morgen gestalten wir heute. Frankfurter Allgemeine Buch (Verlag), 2024, ISBN 978-3-96251-201-9
- als Hrsg.: Day One: Kunden begeistern - jeden Tag aufs Neue. Frankfurter Allgemeine Buch (Verlag), 2024, ISBN 978-3-96251-177-7
- als Hrsg.: Kundenliebe – Von der Kraft der Weiterempfehlung durch zufriedene Kunden. Frankfurter Allgemeine Buch (Verlag), 2023, ISBN 978-3-96251-155-5
- als Hrsg.: Re-Invent – Warum sich Unternehmen für ihre Kunden immer wieder neu erfinden müssen. Frankfurter Allgemeine Buch (Verlag), 2022, ISBN 978-3-96251-131-9
- als Hrsg.: WISSEN. MACHT. SPASS. – Die neue Fachlichkeit im Service. Frankfurter Allgemeine Buch (Verlag), 2021, ISBN 978-3-96251-104-3
- als Hrsg.: Superkraft Mensch. Warum der Mensch im Service den Unterschied macht. Frankfurter Allgemeine Buch (Verlag), 2020, ISBN 978-3-96251-088-6
- als Hrsg.: Cyber Security. Simply. Make it Happen.: Leveraging Digitization Through IT Security. Springer Gabler, 2017, ISBN 978-3-319-46528-9.
- als Hrsg.: Security Einfach Machen. IT-Sicherheit als Sprungbrett für die Digitalisierung. Springer Gabler, 2016, ISBN 978-3-658-14944-4.
- mit Jörn Kellermann (Hrsg.): Effizienz durch Automatisierung. Das Zero-Touch-Prinzip im IT-Betrieb. Springer Gabler, 2016, ISBN 978-3-658-10643-0.
- als Hrsg.: The Drivers of Digital Transformation. Why Theres No Way Around the Cloud. Springer Gabler, 2017, ISBN 978-3-319-31824-0.
- als Hrsg.: Was treibt die Digitalisierung? – Warum an der Cloud kein Weg vorbeiführt. Springer Gabler, 2015, ISBN 978-3-658-10639-3.
- als Hrsg.: Kundenzufriedenheit im IT-Outsourcing – Das Optimum realisieren. Springer Gabler, 2014, ISBN 978-3-658-04748-1.
- als Hrsg.: The Road to a Modern IT Factory: Industrialization – Automation – Optimization. Springer Gabler, 2014, ISBN 978-3-642-40218-0.
- als Hrsg.: Der Weg zur modernen IT-Fabrik: Industrialisierung – Automatisierung – Optimierung. Springer Gabler, 2013, ISBN 978-3-658-01482-7.
- mit August-Wilhelm Scheer, Wolfram Jost und Helmut Kruppke (Hrsg.): Innovation durch Geschäftsprozessmanagement. (= Jahrbuch Business Process Excellence. 2004/2005). Springer, 2004, ISBN 3-540-22037-2.
- mit August-Wilhelm Scheer, Wolfram Jost und Mathias Kirchmer (Hrsg.): Change Management im Unternehmen: Prozessveränderungen erfolgreich managen. Springer, 2003, ISBN 3-540-03437-4.
- mit August-Wilhelm Scheer und Wolfgang Bosch (Hrsg.): Real-Time Enterprise – Mit beschleunigten Managementprozessen Zeit und Kosten sparen. Springer, 2003, ISBN 3-540-02356-9.
- mit August-Wilhelm Scheer, Wolfram Jost und Mathias Kirchmer (Hrsg.): Business Process Change Management: ARIS in Practice. Springer, 2003, ISBN 3-540-00243-X. (englisch)
- mit Christine Arend-Fuchs, Hans-Peter Georgi, Peter Müller und Joachim Zentes: Der Handel im Internet-Zeitalter – Perspektiven für Handel und Konsumgüterindustrie mit mySAP.com. Galileo Press, 2001, ISBN 3-89842-114-7.